# Selección de fútbol de Baja Sajonia del Sur
La Selección de fútbol de Baja Sajonia del Sur es un equipo de fútbol que representa a algunos distritos del estado de Baja Sajonia (Alemania). No está reconocida oficialmente por la FIFA, pero desde el 11 de junio de 2005 está afiliada a la NF-Board.